# Intersos
INTERSOS является некоммерческой независимой гуманитарной организацией, которая работает для оказания помощи жертвам стихийных бедствий и вооружённых конфликтов. Основана в 1992 году в Италии, штаб-квартира в Риме. Её гуманитарные действия основаны на ценностях солидарности, справедливости, человеческого достоинства, уважения многообразия, равенства прав и возможностей для всех людей, особенно наиболее уязвимых из них. Через операторов INTERSOS вмешивается, чтобы ответить на нужды людей, в серьёзные кризисные ситуации, в основном в беднейших регионах мира, которые страдают, лишённые прав, достоинства и предметов первой необходимости. Противоминное подразделение было создано в INTERSOS специально для решения минной опасности и его последствий путём информирования о минной опасности, оказании помощи жертвам противопехотных мин и разминированию мин.
INTERSOS придерживается международных кодексов поведения для гуманитарных организаций, а также ценности и принципы, изложенные в этих кодексах.
INTERSOS признана итальянским Министерством иностранных дел, европейской комиссией и основными агентствами ООН; с 2002 года она имеет консультативный статус при экономическом и социальном совете ООН (ЭКОСОС).

## Деятельность
- Оказание экстренной помощи в кризисных ситуациях и чрезвычайных ситуациях для гражданского населения через распределение продовольствия и предметов первой необходимости, воды, обеспечение надлежащего уровня здравоохранения, социальной защиты и гарантий прав человека, уделяя особое внимание наиболее уязвимым группам.
- Оказание содействия беженцам и внутренне перемещённым лицам: организация и управление лагерями беженцев и пунктами приёма.
- Поддержка возвращения беженцев и перемещённых лиц, оказание помощи в восстановлении жилья и коммунальных услуг, возобновление хозяйственной деятельности и демократического процесса. Развитие местного потенциала и учебных курсов.
- Функциональная реабилитация социальных структур и общественных служб: больницы, лечебные центры, школы, скважины и водопроводы, жильё.
- Разминирование и противоминная деятельность: оформление земель, загрязнённых минами, кассетными бомбами и другими неразорвавшимися боеприпасами, физическая реабилитация жертв противопехотных мин.
- Содействие возобновлению диалога, примирения и мира.